# Bruno Bieler
Bruno Bieler född 18 juni 1888 i Gumbinnen i Ostpreussen död 22 mars 1966 i Dorfmark i Niedersachsen. Tysk militär. Han befordrades till generalmajor 1938 och till general i infanteriet 1941. Erhöll Riddarkorset av järnkorset 1941

## Befäl
- 73. Infanterie-Division september 1939 – oktober 1941
- XXXXII. Armeekorps oktober 1941 – januari 1942
- VI. Armeekorps januari  – november 1942
- LXXXVI. Armeekorps november 1942 – maj 1943.

- På grund av ohälsa var Bieler större delen av krigets sista två år placerad som reserv eller under behandling vid sjukhus.